# اكتشاف مثبطات مضخة البروتون وتطويرها
تحجب مثبطات مضخة البروتون إنزيم ثلاثي أدينوسين الفوسفات الناقل لأيوني الهيدروجين والبوتاسيوم (H+/K+ ATPase)، وتثبط إفراز الحمض المعدي. نشأت هذه الأدوية كعلاج مُفضَّل للأمراض المرتبطة بالحمض بما فيها الارتجاع المعدي المريئي والقرحة الهضمية. يمكن أن ترتبط مثبطات مضخة البروتون أيضًا بالأنماط الأخرى من مضخات البروتون مثل تلك الموجودة في الخلايا السرطانية، ولها تطبيقات في إنقاص التدفق الحمضي للخلية السرطانية، وإنقاص المقاومة على الأدوية الكيميائية.

## التاريخ
ظهرت أدلة في نهاية سبعينيات القرن العشرين على أن مضخة البروتون المُكتشَفة حديثًا في الغشاء الإفرازي للخلية الجدارية كانت تمثل الخطوة الأخيرة في إفراز الحمض. جذب الأدب الناتج عن مسوحات التخدير الاهتمام إلى المركب المحتمل المضاد للفيروسات بيريديلثيوأسيتاميدي، ما أدى -بعد إجراء فحوصات إضافية- إلى تركيز الاهتمام على مركب مضادٍ للإفراز آليات عمله غير معروفة، يُدعَى تيموبرازول. التيموبرازول هو بيريديلميثيلسولفينيل بينزيميدازول قد أثار الإعجاب بسبب بنيته الكيميائية البسيطة وفعاليته العالية المضادة للإفراز.
دُرِس موضوع تحسين بنزيميدازولات مُستبدَلة وتأثيراتها المضادة للإفراز على مضخة البروتون المكتشفة حديثًا من أجل الحصول على قيم ثابت تفكك حمضي (pKa) أعلى للبريدين، ومن ثم تسهيل تراكمه ضمن الخلية الجدارية وزيادة معدل التحول المتواسط بالحمض إلى الوسيط الفعال. نتيجة لهذا التحسين، أُطلِق أول دواء مثبط لمضخة البروتون، وهو أوميبرازول، في الأسواق. تبعت خطاه مثبطات مضخة البروتون الأخرى مثل لانسوبرازول وبانتوبرازول مدعية أنها تتشارك سوقًا مزدهرًا، وذلك بعد مسار تطورها.

## البنية الأساسية
يمكن أن تُقسَم مثبطات مضخة البروتون إلى مجموعتين اعتمادًا على بنيتها الأساسية. رغم أن جميعها يملك جزء بيريدين مُستبدَل، فإن إحدى المجموعتين رُبِطت ببنزيميدازولات مختلفة، بينما رُبِطت الأخرى بإيميدازوبيريدين مُستبدَل. كل مثبطات مضخة البروتون الموجودة في السوق (أوميبرازول، لانسوبرازول، بانتوبرازول) تنتمي إلى مجموعة البنزيميداول.
مثبطات مضخة البروتون هي أدوية أولية (طلائع دوائية) شكلها التثبيطي الفعلي مثير للجدل نوعًا ما. في المحلول الحمضي، يُعزَل حمض السلفنيك قبل تفاعله مع واحد أو أكثر من السيستينات التي يمكن الوصول إليها من السطح اللمعي للإنزيم، وهو سلفيناميد رباعي الحلقات. هو جزيء مستوٍ، لذا فإن أي مصاوغ مرآتي لمثبط مضخة البروتون يفقد نوعيته الفراغية عند تفعليه.
تنتج فعالية هذه الأدوية من عاملين: هدفها، وإنزيم ثلاثي أدينوسين الفوسفات الناقل لأيونات الهيدروجين والبوتاسيوم، وهو المسؤول عن الخطوة الأخيرة من إفراز الحمض، لذا يكون تأثيرها على إفراز الحمض مستقلًا عن منبهات إفراز الحمض: الهيستامين أو الأستيل كولين أو أي منبهات أخرى لم تُكتشَف بعد. بالإضافة إلى ذلك، تشمل آلية عملها ارتباطًا تساهميًا للدواء الفعال مع الإنزيم ما يؤدي إلى فترة عمل تتجاوز نصف عمرها الحيوي في البلازما.

## إنزيم ثلاثي أدينوسين الفوسفات المَعِدي
يؤدي إفراز المعدة البشرية للحمض إلى درجة حموضة وسطية تبلغ 1.4. إن تدرّج (ممال) أيونات الهيدروجين الكبير جدًا هذا يُولَّد بإنزيم ثلاثي أدينوسين الفوسفات المَعِدي الناقل للهيدروجين والبوتاسيوم، وهو مضخة بروتون معتمدة على ثلاثي أدينوسين الفوسفات. تُستخدَم حلمهة (تحلل مائي) جزيء ثلاثي أدينوسين فوسفات واحد أو أكثر في تحريض التبادل المتعادل كهربائيًا لأيوني بوتاسيوم موجودين في اللمعة مع بروتونين سيتوبلازميين عبر الغشاء المَعِدي.

### البنية
مضخة البروتون أو ما يدعى بإنزيم ثلاثي أدينوسين الفوسفات الناقل لأيونات الهيدروجين والبوتاسيوم هي إنزيم مكون من وحدتين فرعيتين متغايرتين ألفا وبيتا. تملك الوحدة الفرعية ألفا عشرة قطع عابرة للغشاء مع مجموعة من الحموض الأمينية الكربوكسيلية داخل الغشائية الموجودة في وسط القطع العابرة للغشاء TM4، وTM5، وTM6، وTM8. تملك تحت الوحدة بيتا قطعة واحدة عابرة للغشاء ذات نهاية أمينية في المنطقة السيتوبلازمية. يحتوي الإطار خارج الخلوي للوحدة الفرعية بيتا ستة أو سبعة مواقع غلكزة مرتبطة بزمر أمينية تكون مهمة لتجميع الإنزيم، ونضجه، وتصنفيه.

### الوظيفة
تُجرَى عملية نقل الأيون عن طريق تغيرات متطابقة دورية على الإنزيم بين وضعي التفاعل الأساسيين E1 وE2. لكلا الوضعين المفتوح على السيتوبلازما E1 والمفتوح على اللمعة E2 إلفة عالية لأيونات الهيدروجين والبوتاسيوم. ينتج إخراج البروتون عند تركيز 160 ميلي مول (pH 0.8) عن حركة اللايسين 791 إلى الموقع الرابط للأيونات في تكوين E2P.

## الاكتشاف
عام 1975، تبيّن أن تيموبرازول يثبط إفراز الحمض بصرف النظر عن المنبه، سواء أكان خارج أم داخل خلوي. أظهرت الدراسات على تيموبرازول حدوث تضخم في الغدة الدرقية بسبب تثبيط قبط اليود بالإضافة إلى ضمور الغدة التيموسية (الغدة الزعترية). أظهر بحث في الأدب الطبي أنه لم يكن لبعض المركابتو-بنزيميدازولولات المُستبدَلة أي تأثير على قبط اليود، وأن تقديم هذه البدائل يؤدي إلى استبعاد التأثيرات السمية دون إنقاص التأثير المضاد للإفراز. اكتشِف أحد مشتقات التيموبرازول، وهو الأوميبرازول، عام 1979، وكان الأول ضمن صنف دوائي جديد يسيطر على إفراز الحمض في المعدة، هو مثبط مضخة البروتون. أُضيفت مستبدل 5-ميثيل إلى قسم البنزيميدازول من الأوميبرازول ما أعطى المركب ثباتًا أكبر بكثير في درجة الحموضة المتعادلة. في 1980، مُلِئ طلب دواء جديد استقصائي، ونُقِل الأومبيرازول إلى المرحلة الثالثة وهي التجارب على البشر عام 1982. طُرِحت مقاربة جديدة لعلاج الأمراض المتعلقة بالحمض، وتبيّن بسرعة أن الأومبيرازول أكثر فعالية سريريًا من مضادات مستقبل الهستامين  H2، وأُطلِق عام 1988 باسم لوزيك في أوروبا، وفي عام 1990 باسم بريلوسيك في الولايات المتحدة. في 1996، أصبح لوزيك أكثر دواء مبيعًا في العالم، وبحلول 2004 كان قد عُولِج به أكثر من 900 مليون مريض حول العالم. خلال ثمانينيات القرن العشرين، دخلت أكثر من 40 شركة مجال مثبطات مضخة البروتون، لكن لم ينجح إلا القليل منها في السوق: شركة تاكيدا للأدوية مع لاتسوبرازول، وشركة بايك غولدين (حاليًا نيكوميد) مع البانتوبرازول، وشركة آيساي مع رابيبرازول، وجميعها كانت مشابهات للأومبيرازول.

## التطوير

### إيسوميبرازول
أظهر الأومبيرازول تنوعات بين الأفراد، ولذلك احتاج عدد كبير من المرضى المصابين بالاضطرابات المتعلقة بالحمض إلى جرعات أعلى أو جرعات متعددة لتخفيف الأعراض وحدوث الشفاء. بدأت أسترا برنامجًا بحثيًا جديدًا عام 1987 لتحديد مشابه جديد للأومبيرازول تكون الاستجابة له أقل تنوعًا بين الأفراد. لم يثبت إلا مركب واحد فقط أفضليته على الأومبيرازول، وكان المماكب-S له، وهو الإيسوميبرازول الذي طُوِّر كملح مغنزيوم. حصل مغنزيوم الإيسوميبرازول (ذو الاسم التجاري: نيكسيوم) على أول مصادقة عام 2000، وأثبت أنه مثبط أقوى لإفراز الحمض، ويسبب استجابة أقل تنوعًا بين الأفراد بالمقارنة مع الأومبيرازول. عام 2004، كان نيكسيوم قد استخدِم لعلاج أكثر من 200 مريض.